# Cyphalonotus
Cyphalonotus es un género de arañas araneomorfas de la familia Araneidae. Se encuentra en África y sudeste de Asia.

## Lista de especies
Según The World Spider Catalog 12.0:
- Cyphalonotus assuliformis Simon, 1909
- Cyphalonotus benoiti Archer, 1965
- Cyphalonotus columnifer Simon, 1903
- Cyphalonotus elongatus Yin, Peng & Wang, 1994
- Cyphalonotus larvatus (Simon, 1881)
- Cyphalonotus sumatranus Simon, 1899